# Tenting-Mensberg
Tenting-Mensberg era una comuna francesa que estaba situada en el departamento de Mosela, de la región de Gran Este, que en 1830 pasó a formar parte de la comuna de Manderen.

## Demografía
| Gráfica de evolución demográfica de Tenting-Mensberg entre 1800 y 1821 |
|                                                                        |

Los datos demográficos contemplados en este gráfico se han cogido de la página francesa EHESS/Cassini.